# Stradivari Barjansky
Lo Stradivari Barjansky è un violoncello realizzato da Antonio Stradivari intorno al 1690. Prende il nome dal violoncellista russo Alexandre Barjansky, che lo utilizzo nella prima metà del Novecento. Barjansky era anche il dedicatario dello Schelomo di Ernest Bloch, che venne eseguito su questo strumento, così come la prima esecuzione del concerto per violoncello di Frederick Delius.
Dal  1983 il Barjansky è stato suonato da Julian Lloyd Webber, che ha inciso con esso oltre trenta registrazioni vincitrici di vari premi.